# Royal Caribbean Cruises Ltd.
Royal Caribbean Cruises Ltd. er et norsk-amerikansk krydstogtrederi, der driver Royal Caribbean International, herunder Celebrity Cruises, Pullmantur Cruises, Azamara Club Cruises, CDF Croisieres de France og 50 % af TUI Cruises. Royal Caribbean Cruises Ltd. er verdens næststørste krydstogtrederi efter Carnival Corporation & plc. Selskabet har pt. (2025) i alt 46 skibe i drift. Royal Caribbean Cruises Ltd. er registreret på børsen i New York og Oslo og har sit hovedkontor i Miami, Florida. I Norden har selskabet kontorer i Oslo, Stockholm, København og Helsingfors.

## Historie
RCL Cruises Ltd. blev grundlagt i 1997, da Royal Caribbean Cruise Line, grundlagt i 1968, og Celebrity Cruises, grundlagt i 1988, blev købt op. Det blev besluttet at holde de to cruiserederier adskilte efter sammenlægningen. Derfor blev profilen for Royal Caribbean Cruise Line ændret til Royal Caribbean International, og RCL Cruises Ltd. blev etableret som det nye moderselskab til både Royal Caribbean International og Celebrity Cruises. Desuden blev der oprettet et tredje varemærke under Royal Caribbean Cruises' ejerskab, da Island Cruises blev grundlagt som et joint venture med British First Choice Holidays. Island Cruises blev et uformelt cruiserederi på det britiske og brasilianske marked.
I november 2006 blev Pullmantur Cruises, der har base i Madrid, Spanien, opkøbt af Royal Caribbean Cruises. Derfra ekspanderede selskabet voldsomt med etableringen af nye cruiseselskaber: Azamara Club Cruises blev grundlagt i maj 2007 som et datterselskab til Celebrity Cruises, og CDF Croisières de France med henblik på fransktalende gæster blev grundlagt i maj 2008. Et andet nyt cruiseselskab, TUI Cruises, begyndte sejladser i 2009. Varemærket sigter mod et tysktalende publikum og er et joint venture med TUI Travel Plc.

## Historie Royal Caribbean International
1968 – de tre norske shippingselskaber Anders Wilhelmsen & Co., I.M. Skauge & Co. og Gotaas Larsen grundlægger Royal Caribbean Cruise Line.
1970 – det første Royal Caribbean-skib sættes i drift, og navnet er Song of Norway.
1971 – Nordic Prince starter sine sejladser.
1972 – Sun Viking sættes i drift. Royal Caribbeans tre skibe tilbyder 7- og 14-nætters cruise fra Miami til Caribien.
1978 – Song of Norway er det første passagerskib, der forlænges. Skibet deles i to, og en ny midtersektion tilføjes, og det øger gæstekapaciteten fra 700 til lidt over 1.000 personer.
1980 – Nordic Prince forlænges.
1982 – Skibet Song of America starter sine sejladser. Skibet er dobbelt så stort som Sun Viking.
1986 – Labadee, Royal Caribbeans egen destination, tager imod sine første gæster på nordsiden af øen Hispaniola i Det Caribiske Hav.
1988 – Royal Caribbean og Admiral Cruises slås sammen. Anders Wilhelmsen & Co. får fuldt ejerskab i selskabet og indgår i en aftale om delt ejerskab med Pritzker-familien (ejerne af hotelkæden Hyatt) og Ofer-familien (ejerne af et af verdens største shippingselskaber). Det 73.192 tons store skib Sovereign of the Seas med en gæstekapacitet på 2.350 sættes i drift. Dette skib signalerer starten på en vækstperiode for Royal Caribbean.
1990 – Sun Viking begynder at sejle i Europa, Skandinavien og Rusland. Nordic Empress begynder sine sejladser. Dette skib er på 48.563 tons og har en gæstekapacitet på 1.600. Dette er det første skib, som er designet specielt til kortere cruiseferier. Viking Serenade, som kan tage 980 gæster, begynder sine 7-nætters cruises fra Vancouver til Alaska om sommeren og 7-nætters cruises fra Los Angeles til Den Mexicanske Riviera om vinteren. CocoCay, en ø i Bahamas eksklusivt for Royal Caribbean, tager imod sine første gæster.
1991 – Viking Serenade får en fuldstændig renovering og øger sin gæstekapacitet til 1.500 gæster og begynder desuden at sejle kortere cruises på vestkysten af Amerika. Det 73.941 tons store skib Monarch of the Seas begynder sine sejladser fra San Juan, Puerto Rico, til det sydlige Caribien.
1992 – Royal Caribbean sælger sine to Admiral Cruises-skibe. Med Majesty of the Seas, der sejler i det vestlige Caribien, Sovereign of the Seas i det østlige og Monarch of the Seas i det sydlige Caribien er Royal Caribbean det eneste cruiseselskab med skibe baseret i disse tre områder hele året.
1993 – Royal Caribbean registreres på børsen i New York under navnet RCL. Song of America begynder sommersejladser fra New York til Bermuda.
1995 – Sun Viking starter helårssejladser i Det fjerne østen. Royal Caribbean sælger Nordic Prince til en britisk turoperatør. Legend of the Seas med en kapacitet på 1.800 gæster starter sine sejladser i Alaska efterfulgt af Song of Norway.
1996 – Splendour of the Seas på 69.130 tons og med en passagerkapacitet på 1.800 gæster begynder sine sejladser i Europa. Grandeur of the Seas erstatter Sovereign of the Seas i det østlige Caribien, og Sovereign overtager Nordic Empress-ruterne til Bahamas, mens Empress flyttes til San Juan for korte cruises derfra. Royal Caribbean underskriver en aftale med Kværner Masa-Yard på to 130.000 tons-skibe, og det er de største cruiseskibe, der nogensinde er bygget.
1997 – Royal Caribbean Cruise Line ændrer navn til Royal Caribbean International for at afspejle selskabets globale drift og rejseruter. Song of Norway sælges til det samme selskab, der købte Nordic Prince i 1995. Skibet Rhapsody of the Seas, der kan tage 2.000 gæster, begynder sine Alaska-sejladser. I Europa starter Enchantment of the Seas sine sejladser. Skibet er på 74.140 tons og kan tage 1.950 gæster. Nordic Empress flyttes til Port Canaveral for korte Bahamas-cruises. Royal Caribbean registreres på Oslo Børs. Celebrity Cruises slås sammen med Royal Caribbean Cruises Ltd.
1998 – Vision of the Seas begynder at sejle i Europa. Skibet Sun Viking sælges til et asiatisk cruiserederi. Song of Norway sælges til det britiske selskab Airtours plc. Royal Caribbean bekendtgør, at de nye skibe i Voyager-klassen vil blive bygget med Azipod-fremdriftssystemet, som er en teknologi, der eliminerer behovet for ror, sidepropeller og propelstammer.
1999 –Voyager of the Seas med 142.000 tons og en gæstekapacitet på 3.114 begynder sine sejladser. Legend of the Seas begynder i november at sejle i et program, der kaldes Royal Journeys. Det er en serie cruises bestående af 10 globetrotter-sejladser med 41 havne i 19 lande.
2000- Explorer of the Seas, også i Voyager-klassen, har sin første sejlads.
2001 – Radiance of the Seas, det første af skibene i Radiance-klassen, har sin første sejlads. Klassen har skibe på 90.090 tons og kan tage 2.100 gæster. Radiance of the Seas er det første Royal Caribbean-skib med gasturbiner. Adventure of the Seas, det tredje skib i Voyager-klassen, sættes i drift.
2002 – Brilliance of the Seas, et skip i Radiance-klassen, starter sine sejladser. Skibet i Voyager-klassen, Navigator of the Seas, sættes i drift. Dette skib har glasbalkoner, og det tilfører et nyt niveau til den allerede innovative skibsklasse.
2003 – Serenade of the Seas, som er et nyt skib i Radiance-klassen, sættes i drift. Et nyt skib i Voyager-klassen, Mariner of the Seas, starter sine sejladser i Caribien. Royal Caribbean installerer klatrevægge på alle sine skibe. Monarch of the Seas renoveres. Royal Caribbean annoncerer byggeriet af et nyt skib, oprindeligt i Ultra Voyager-klassen (senere Freedom-klassen), der skal være færdigt i 2006 og være 15 % større end Voyager-klassen og have en gæstekapacitet på 3.600.
2004 – et nyt Radiance-skib, Jewel of the Seas, begynder sine sejladser. Nordic Empress renoveres og skifter navn til Empress of the Seas. Royal Caribbean annoncerer, at Sovereign of the Seas skal renoveres, og at Enchantment of the Seas renoveres og forlænges.
2005 - Freedom of the Seas bygges i Turku, Finland.
2006 – Freedom of the Seas har sine første sejladser.
2007- Liberty of the Seas, det andet skib i Freedom-klassen, lanceres.
2008 – det tredje skib i Freedom-klassen, Independence of the Seas, sættes i drift. Empress of the Seas og Sovereign of the Seas sælges til Pullmantur Cruises.
2009 – Oasis of the Seas, det første skib i den nye skibsklasse Oasis, starter sine sejladser i Caribien. Dette skib indeholder syv forskellige temaområder, blandt andet Central Park og Boardwalk, og det er verdens største cruiseskib.
2010 – Søsterskibet til Oasis of the Seas, Allure of the Seas, sættes i drift.
2012 – Selskabet annoncerer, at et nyt skib i Oasis-klassen er bestilt med levering i 2016.
2013 – Royal Caribbean annoncerer en ny skibsklasse og byggeri af to nye skibe. Quantum-klassen med skibene Quantum of the Seas (fuldføres i 2014) og Anthem of the Seas (fuldføres i 2015).

## Royal Caribbean-skibe
Alle Royal Caribbean-skibe indeholder en lounge, der kaldes Viking Crown Lounge, og som ligger på øverste dæk, samt klatrevæg, barer, lounger, spa, træningscenter, hovedrestaurant og andre restaurantalternativer. Rederiet har også sit eget børneprogram, der også kaldes Adventure Ocean.

### Oasis-klassen
Det første skib i denne klasse, Oasis of the Seas, udkonkurrerede Freedom of the Seas som verdens største cruiseskib i december 2009. Skibet kan tage op til 5.400 passagerer og har en registreret tonnage på 225.282. Det andet skib i Oasis-klassen, Allure of the Seas, havde sin første sejlads i december 2010.
| Skib               | Byggeår | Bruttotonnage | Gæsteantal | Område                               | Billede |
| ------------------ | ------- | ------------- | ---------- | ------------------------------------ | ------- |
| Oasis of the Seas  | 2009    | 225.282       | 5.400      | Østlige og vestlige Karibien, Europa |         |
| Allure of the Seas | 2010    | 225.282       | 5.400      | Østlige og vestlige Karibien         |         |

### Freedom-klassen
Skibene i Freedom–klassen er forlængede versioner af skibene i Voyager-klassen og indeholder blandt andet en 120 meter lang promenade, skøjtebane, basketballbane, flere bassiner, minigolfbane og en klatrevæg. De nye faciliteter, der blev introduceret på skibene i Freedom-klassen, var FlowRider (surfsimulator), H2O Zone (bassinområde for børn), en boksering i fuld størrelse og frithængende boblebad.
| Skib                     | Byggeår | Bruttotonnage | Gæsteantal | Område                               | Billede |
| ------------------------ | ------- | ------------- | ---------- | ------------------------------------ | ------- |
| Freedom of the Seas      | 2006    | 160.000       | 3.600      | Østlige og vestlige Karibien         |         |
| Liberty of the Seas      | 2007    | 160.000       | 3.600      | Europa og vestlige Karibien          |         |
| Independence of the Seas | 2008    | 160.000       | 3.600      | Europa, østlige og vestlige Karibien |         |

### Voyager-klassen
Skibene i Voyager-klassen var verdens største cruiseskibe, da de blev sat i drift fra 1999 med en bruttotonnage på 137.000. Denne klasse indeholdt de første skibe, der havde skøjtebane og Royal Promenade på skibet. Desuden er der faciliteter såsom butikker, caféer, basketballbane, skøjtebane, bassiner, minigolfbane og klatrevæg. De nyeste skibe i klassen, Navigator of the Seas og Mariner of the Seas, var de første med glasbalkoner.
| Skib                  | Byggeår | Bruttotonnage | Gæsteantal | Område                                                            | Billede |
| --------------------- | ------- | ------------- | ---------- | ----------------------------------------------------------------- | ------- |
| Voyager of the Seas   | 1999    | 138.000       | 3.100      | Asia, Australia/New Zealand                                       |         |
| Explorer of the Seas  | 2000    | 138.000       | 3.100      | Østlige,sydlige og vestlige Karibien, Bermuda, Canada/New England |         |
| Adventure of the Seas | 2001    | 142.000       | 3.100      | Sydlige Karibien, Europa                                          |         |
| Navigator of the Seas | 2002    | 138.000       | 3.100      | Vestlige Karibien, Europa                                         |         |
| Mariner of the Seas   | 2003    | 138.000       | 3.100      | Asia                                                              |         |

### Radiance-klassen
Skibene i Radiance-klassen har en bruttotonnage på 90.090. Alle skibene har miljøvenlige gasturbiner. Skibene har over 12.000 m2 glas, glaselevatorer med udsigt, mere end 700 balkonkahytter, toetages spisesal med store glasvinduer, glastag, der kan trækkes væk fra et af bassinerne, udendørs bassin og de første stabiliserede billardborde til søs.
| Skib                   | Byggeår | Bruttotonnage | Gæsteantal | Område                                                     | Billede |
| ---------------------- | ------- | ------------- | ---------- | ---------------------------------------------------------- | ------- |
| Radiance of the Seas   | 2001    | 90.090        | 2.500      | Alaska, Australia/New Zealand, Sydlige-Stillehavet, Hawaii |         |
| Brilliance of the Seas | 2002    | 90.090        | 2.500      | Europa, vestlige og sydlige Karibien, Canada/New England   |         |
| Serenade of the Seas   | 2003    | 90.090        | 2.500      | Vestlige Karibien, Bahamas, Europa                         |         |
| Jewel of the Seas      | 2004    | 90.090        | 2.500      | Sydlige Karibien                                           |         |

### Vision-klassen
Vision-klassen består af 6 skibe, der alle som udgangspunkt er på omkring 70.000 bruttotons, men flere af skibene er de senere år blevet forlænget, og det har øget størrelsen til ca. 80.000 bruttotons. Skibene har meget glas, som giver meget lys, og der er også et bassinområde, hvor glastaget kan trækkes væk.
| Skib                    | Byggeår | Bruttotonnage | Gæsteantal | Område                                                             | Billede |
| ----------------------- | ------- | ------------- | ---------- | ------------------------------------------------------------------ | ------- |
| Legend of the Seas      | 1995    | 70.000        | 2.076      | Europa, østlige og sydlige Karibien, Panamakanalen                 |         |
| Splendour of the Seas   | 1996    | 70.000        | 2.076      | Europa, Syd-Amerika                                                |         |
| Grandeur of the Seas    | 1996    | 74.000        | 2.076      | Østlige og vestlige Karibien, Bermuda, Bahamas, Canada/New England |         |
| Rhapsody of the Seas    | 1997    | 78.491        | 2.076      | Australia/New Zealand, Alaska, Hawaii, Sydlige-Stillehavet         |         |
| Enchantment of the Seas | 1997    | 81.000        | 2.446      | Bahamas                                                            |         |
| Vision of the Seas      | 1998    | 78.340        | 2.076      | Europa, sydlige og vestlige Karibien                               |         |

### Sovereign-klassen
Med deres 73.000 bruttotons var disse skibe blandt de første "mega-skibe" i branchen. Denne skibsklasse har et åbent atriumområde, bassiner, barer, lounger og et stort teater. Monarch of the Seas blev overført til Pullmantur Cruises i april 2013, så nu er det kun Majesty of the Seas, der er tilbage i denne skibsklasse.
| Skib                | Byggeår | Bruttotonnage | Gæsteantal | Område  | Billede |
| ------------------- | ------- | ------------- | ---------- | ------- | ------- |
| Majesty of the Seas | 1992    | 74.077        | 2.852      | Bahamas |         |

### Fremtidige skibe
| Skib                | Klasse          | Estimeret færdigstillet | Ca. antal gæster | Bruttotonnage | Planlagt hjemmehavn      | Kommentar                            |
| ------------------- | --------------- | ----------------------- | ---------------- | ------------- | ------------------------ | ------------------------------------ |
| Quantum of the Seas | Quantum-klassen | Efterår 2014            | 4.180            | 167.800       | Cape Liberty, New Jersey | Verdens næst største skibsklasse     |
| Anthem of the Seas  | Quantum-klassen | Forår 2015              | 4.180            | 167.800       |                          | Søsterskibet til Quantum of the Seas |
| Navn ikke klart     | Oasis-klassen   | Sommer 2016             | 5.400            | 225.500       |                          | Tredje Oasis-klasse skip             |

### Tidligere skibe
| Skibets navn under Royal Caribbean | Byggeår | Pensioneret | Nuværende status | Nuværende navn         | Nuværende ejer                  | Nuværende hjemmehavn                                        | Kommentar                                    | Bilde |  |
| ---------------------------------- | ------- | ----------- | ---------------- | ---------------------- | ------------------------------- | ----------------------------------------------------------- | -------------------------------------------- | ----- |  |
| Song of Norway                     | 1970    | 1997        | Flydende casino  | M/V Ocean Pearl        | International Shipping Partners | Guangzhou, Kina                                             |                                              |       |  |
| Nordic Prince                      | 1971    | 1995        | Ikke i drift     | M/V Ocean Star Pacific | PV Enterprises International    |                                                             |                                              |       |  |
| Sun Viking                         | 1972    | 1998        | Flydende casino  | Oriental Dragon        | Oceanic Group Intl. Ltd.        | Hong Kong                                                   |                                              |       |  |
| Song of America                    | 1982    | 1999        | I drift          | MS Louis Olympia       | Louis Cruise Lines              | Athen, Hellas/Kusadasi, Tyrkia                              |                                              |       |  |
| Viking Serenade                    | 1982    | 2002        | I drift          | MS Island Escape       | Thomson Cruises                 | Palma, Mallorca                                             | Ble Royal Caribbean skip i 1990              |       |  |
| Nordic Empress/Empress of the Seas | 1990    | 2008        | I drift          | MS Empress             | Pullmantur Cruises              | Spanien/Malmø, Sverige                                      | Skiftede navn til Empress of the Seas i 2004 |       |  |
| Sovereign of the Seas              | 1987    | 2008        | I drift          | MS Sovereign           | Pullmantur Cruises              | Barcelona, Spanien/Roma, Italien/Genova, Italia             | Sovereign-klassen                            |       |  |
| Monarch of the Seas                | 1991    | 2013        | I drift          | MS Monarch             | Pullmantur Cruises              | Caracas, Venezuela/Colon, Panama/Cartagena, Colombia, Aruba | Sovereign-klassen                            |       |  |

## Private områder
Royal Caribbean driver to privatejede områder, der bruges som stop på enkelte sejladser i Caribien og Bahamas. Disse er Labadee, et område på nordsiden af Haiti, og CocoCay, en privat ø i Berry Islands-regionen i Bahamas. Begge steder har faciliteter såsom spiseområder, solsenge, palmetrær og hvide sandstrande.

## Tilgængelighed for personer med handicap
Royal Caribbean har arbejdet målrettet for at gøre sine cruises tilgængelige for personer med handicap. Selskabet har blandt andet eftermonteret nye elevatorer og ramper for rullestole, tilføjet blindeskrift på alle skilte, installeret infrarøde systemer i teatrene for at forstærke lyden for hørehæmmede og oplært personalet til at håndtere behov hos personer med handicap. 